# AUDI E5
AUDI E5 — компактный представительский электромобиль, производимый с 2025 года совместным предприятием SAIC Audi.

## Описание
AUDI E5 дебютировал в ноябре 2024 года на автосалоне в Гуанчжоу. По сути, это первый автомобиль, совместно разработанный компаниями SAIC Motor и Audi.
Автомобиль не имеет логотипа в виде четырёх колец. Вместо этого название AUDI стилизовано заглавными буквами, так как SAIC Audi считается отдельным брендом для китайского рынка.
Первый серийный автомобиль был представлен в апреле 2025 года на Шанхайском автосалоне.

## Технические характеристики
AUDI E5 оснащён двумя электродвигателями суммарной мощностью 570 кВт (775 л. с.), питающимися от аккумулятора ёмкостью 100 кВт·ч. Заявленный разгон от 0 до 62 миль/ч составляет 3,6 секунды. Запас хода по циклу CLTC составляет 770 км.